# 布朗斯敦鎮區 (印地安納州傑克遜縣)
布朗斯敦鎮區（英語：Brownstown Township）是位於美國印地安納州傑克遜縣的一個行政鎮區。

## 地方資料
根據2010年美國人口普查的數據，布朗斯敦鎮區的面積為164.80平方千米，當中陸地面積為162.40平方千米，而水域面積為2.40平方千米。當地共有人口5552人，而人口密度為每平方千米33.69人。